# Biloli
Biloli là một thành phố và là nơi đặt hội đồng đô thị (municipal council) của quận Nanded thuộc bang Maharashtra, Ấn Độ.

## Địa lý
Biloli có vị trí 18°46′B 77°44′Đ / 18,77°B 77,73°Đ Nó có độ cao trung bình là 347 mét (1138 foot).

## Nhân khẩu
Theo điều tra dân số năm 2001 của Ấn Độ, Biloli có dân số 13.430 người. Phái nam chiếm 52% tổng số dân và phái nữ chiếm 48%. Biloli có tỷ lệ 57% biết đọc biết viết, thấp hơn tỷ lệ trung bình toàn quốc là 59,5%: tỷ lệ cho phái nam là 65%, và tỷ lệ cho phái nữ là 48%. Tại Biloli, 17% dân số nhỏ hơn 6 tuổi.